# Isarsteg Garching–Fischerhäuser
Der Isarsteg Garching–Fischerhäuser ist eine Fußgänger- und Radfahrerbrücke, die die Isar bei Fluss-km 130,6 in einem ihrer weitgehend naturbelassenen Auwälder zwischen dem nahegelegenen Hochschul- und Forschungszentrum Garching der Technischen Universität München und dem Ort Fischerhäuser überquert.

## Name und Lage
Sie scheint keinen offiziellen oder bereits eingebürgerten Namen zu haben; in Google Maps ist sie als Neue Isarbrücke eingetragen.
Knapp 3 km südlich von ihr steht die Heckerbrücke (Straßenbrücke der B 471 mit parallelem Fußgänger- und Radfahrersteg) zwischen Garching und Ismaning und etwas über 2 km nördlich steht der Dietersheimer Isarsteg.
Der Steg verbindet unmittelbar den westlichen mit dem östlichen Isarradweg von München nach Freising. Eine Anbindung an den im Bau befindlichen Münchner Radschnellweg wird diskutiert.

## Beschreibung

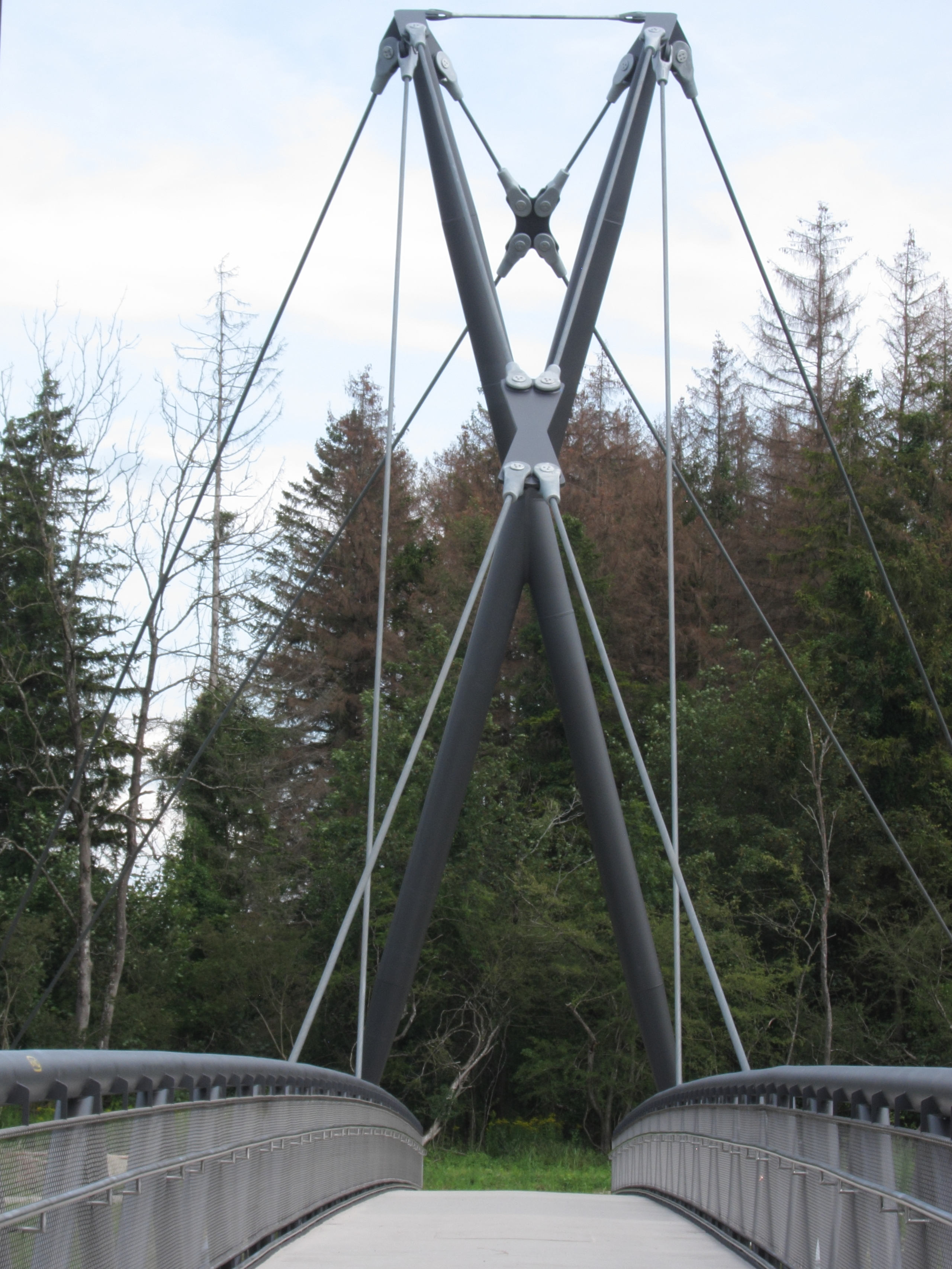
Der Steg mit einem Pylon

Die Schrägseilbrücke ist 96 m lang und 4 m breit. Ihre beiden 23 m hohen, leicht zu Brücke geneigten Pylone bestehen aus je zwei sich kreuzenden, oben und unten konisch zulaufenden Stahlrohren. Jedes der Rohre wird durch zwei Stahlseile an zwei Ankerblöcken rückverankert, wobei an der Kreuzung der Seile eine Kreuzungsplatte angeordnet ist. Zusätzlich sind die Rohrspitzen durch ein Seil verbunden. Durch diese Anordnung entsteht eine Reihe von Dreiecken, die ähnlich wie bei einem Fachwerk die Pylone versteifen. An jeder Rohrspitze sind zwei Schrägseile angehängt, die mit großen Schraubgewinden an einem Querbalken unter der Brücke befestigt sind, die den Brückenträger tragen. Auch hier kreuzen sich die Schrägseile der inneren, längeren Schrägseile an einer Kreuzungsplatte, so dass die Schrägseile die jeweils andere Seite des Brückenträgers tragen.
Der Brückenträger selbst besteht aus zwei, aus Stahlrohren gebildeten Fachwerkträgern, die unter der Fahrbahn durch Querrohre verbunden sind. Auf diesen Querrohren liegt die Fahrbahnplatte, die aus einem durch Längsstege verstärkten Stahlblech und einem Betonbelag besteht. Der Beton hat eine sandige Oberfläche, ohne jedoch abzusanden, was eine gute Rutschfestigkeit bewirkt. Ein feines Maschendrahtgitter aus Edelstahl und Handläufe sichern die Benutzer der Brücke.
Die Bauarbeiten bannen mit einem Ersten Spatenstich im September 2022. Nach den Erd- und Betonarbeiten wurde in Flussmitte ein provisorischer Pfeiler errichtet, auf den ein Mobilkran die beiden vorgefertigten Hälften der Brückenträgers ablegte. Anschließend wurden die Pylone errichtet und mit ihrer Abspannung und den Schrägseilen verbunden.
Die Brücke wurde am 22. Juli 2024 eingeweiht und offiziell für den Verkehr freigegeben.